# Alister McGrath
Alister E. McGrath, född 23 januari 1953 i Belfast i Nordirland, är en kristen teolog och anglikansk präst som förutom sin doktorsexamen i teologi också är doktor i molekylär biofysik och i intellectual history (vilket på engelska är ett begrepp överordnat idéhistoria), samtliga doktorstitlar givna vid Oxfords universitet. McGrath, som är präst i Church of England, är en av de mest omtalade kritikerna av Richard Dawkins ateistiska resonemang, som han besvarat i två böcker däribland The Dawkins Delusion?, på svenska Ateismens illusioner.
McGrath är känd för sitt arbete inom historisk, systematisk och vetenskaplig teologi. Han var tidigare professor i historisk teologi vid Oxfords universitet, och 2008 blev han professor vid King's College London. 2014 återvände han till Oxford, och 2015–2018 var han Gresham Professor of Divinity. Han gick i pension 2022.